# Нант
Нант (фр. Nantes МФА: [nɑ̃t]о файле, брет. Naoned, галло Naunnt, Nàntt) — город (коммуна), расположенный на западе Франции на Армориканской возвышенности. Находится в устье реки Луары, в 50 км от Атлантического океана. Префектура департамента Атлантическая Луара и региона Пеи-де-ла-Луар, центр одноимённой метрополии с населением в 609 198 человек (2013). Он первый по населению среди населённых пунктов запада Франции и шестой среди городов страны. Помимо этого, Нант носит звание города искусств и истории.
Население (2017) — 309 346 человек.

## Географическое положение
Город расположен в аллювиальной долине Луары, которую пересекает множество небольших рек. К северу долина поднимается, переходя в характерную для Бретани холмистую местность, покрытую небольшими рощами. К югу располагается болотистая низменность. Соседние города и селения: Бугене, Каркефу, Ла-Шапель-сюр-Эрдр, Орво, Резе, Сент-Эрблен, Сен-Себастьян-сюр-Луар, Сент-Люс-сюр-Луар и Верту (последняя, в отличие от остальных, не входит в административный округ Нанта).

## История

### Античность
После окончания каменного века место, на котором позже возник Нант, стало важным портовым центром и столицей галльского племени намнетов. После захвата Цезарем Галлии в 56 году до н. э. римляне латинизировали его галльское название Condevincum или Condevicnum. В то время город уступал в размерах расположенному на противоположном берегу Луары Ratiatum (нынешний Резе), принадлежащему пиктонам. Только во II веке Нант превзошел своего соседа.
В III веке город стал называться Portus Namnetum. В III—IV веках он укрепляется стеной, в это же время здесь идет активная христианизация населения (в том числе усилиями святых мучеников, братьев Донациана и Рогациана). В V веке в Нанте появляется первый епископ.

### Средние века
После падения Западной Римской Империи в 476 году город Нант быстро переходит под контроль Франкского королевства Хлодвига I. Во франкский период город играет важную роль в защите от бретонской экспансии. Во времена Карла Великого он стал столицей Бретонской марки, вторым маркграфом которой был знаменитый Роланд.
После смерти Карла Великого экспансия бретонцев возобновляется. В 850 году бретонский герцог Номиноэ захватил Бретонскую марку, в том числе города Нант и Ренн. В следующем году, после битвы при Женглане, Бретонская марка, столицей которой был Нант, была включена в состав Бретани по Договору в Анже. Последующие восемьдесят лет были чрезвычайно тяжелыми из-за непрекращающейся борьбы между бретонскими вождями, что способствовало набегам викингов; самый впечатляющий из которых произошел 24 июня 843 года, когда епископ Гунтард и многие местные жители были убиты.
В 919 году город снова взят викингами, которые владели им до 937 года, когда они были изгнаны герцогом Бретани Аленом II.
С конца X века начинается борьба за титул герцога Бретани между графами Нанта и графами Ренна; периодически в эту борьбу вмешивались графы Анжу, владевшие Нантом с 1156 до 1203 годы.
В Войне за бретонское наследство сражались сторонники Жана де Монфора, сводного брата покойного герцога Жана III, который опирался на созванные в Нанте Штаты Бретани, и Карла де Блуа, поддерживаемого королем Франции Филиппом VI и признанного герцогом Бретани пэрами королевства. Династия Монфоров вышла победительницей из конфликта и сделала Нант столицей герцогства. В XV веке город расширяется, в том числе благодаря морской и речной торговле.

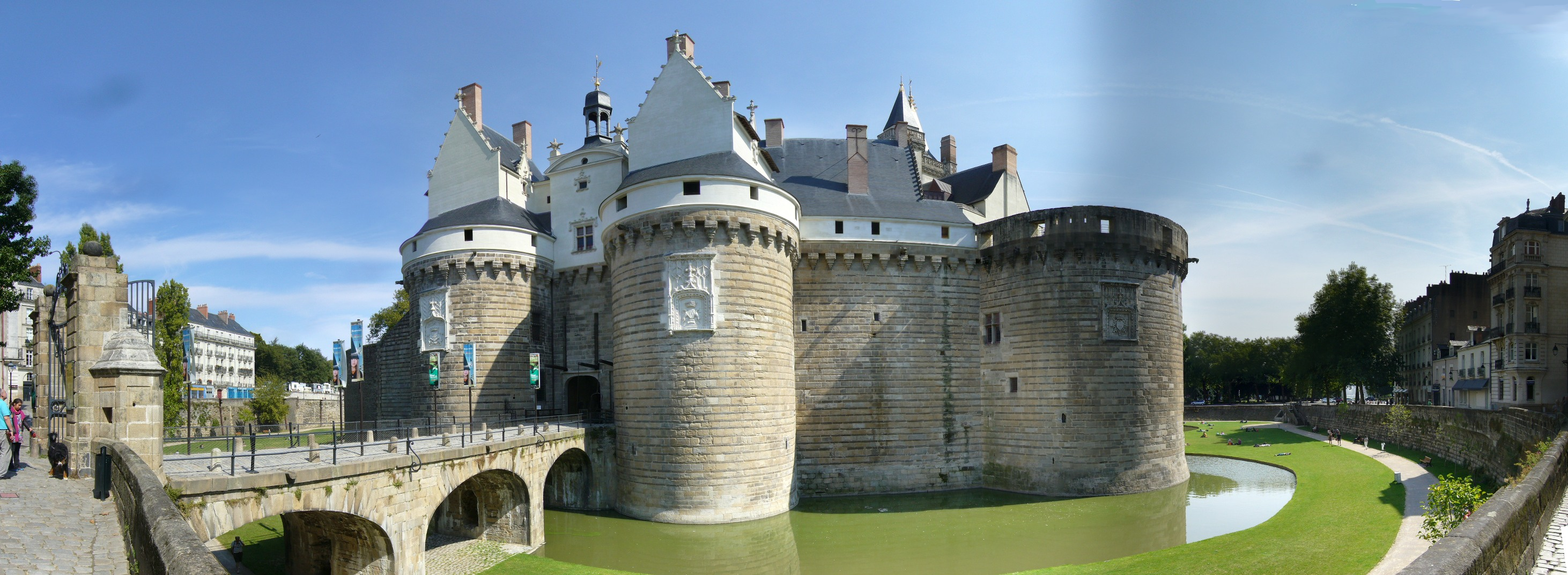
Замок герцогов Бретонских

В конце XV века Нант стал важнейшим элементом в войне между королём Франции и герцогом Бретани Франциском II. Нант был завоёван в 1488 году, и Бретань с тех пор находится во владении королей Франции. Наследница Франциска II герцогиня Анна вышла замуж за Карла VIII в 1491 году, а после его смерти за Людовика XII в 1498 году, став королевой Франции. Клод Французская, старшая дочь Анны Бретонской, передала права на герцогство своему мужу Франциску I, а Штаты Бретани сами потребовали Союза Бретани с Францией в обмен на сохранение своих привилегий.

### Новое время
В 1532 году герцогство Бретань было объединено с Францией актом унии. В результате проведенной несколько позже административной реформы местом заседания парламента Бретани стал Ренн, а в Нанте расположилась Счетная палата Бретани. Вхождение в состав Франции благоприятно сказалось на жизни города — его население выросло с 15 тысяч в конце XV века до 25 тысяч веком позже, процветал порт Нанта, через который шла торговля вином, солью и треской.

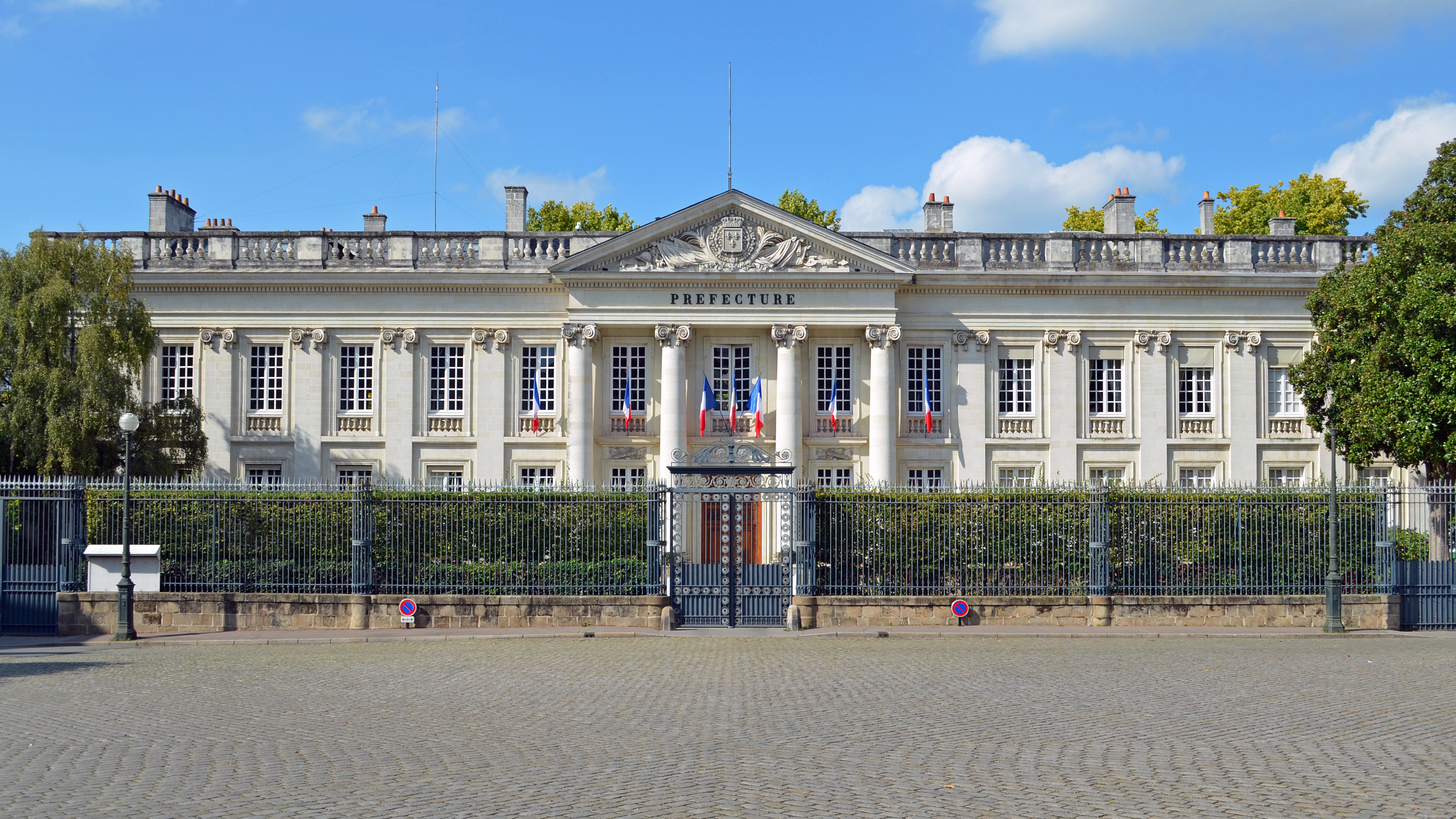
Бывшее здание Счетной палаты, сейчас — префектура департамента Атлантическая Луара

В годы Религиозных войн Нант твёрдо стоял на стороне католической партии и не открыл своих ворот Генриху IV до самого подписания Нантского эдикта о веротерпимости в 1598 году. В 1685 году король Людовик XIV отменил Нантский эдикт, и в том же году был обнародован Чёрный кодекс. Благодаря этому последнему закону порт Нанта получил дополнительное развитие, став главным французским портом, через который шла торговля с американскими колониями — сахаром, табаком и рабами. Последнее было особо выгодным делом; в период с 1722 по 1744 годы доля Нантского порта в работорговом трафике составляла 50 % и уменьшилась до 32 % к 1792 году. Всего в течение XVIII века порт Нант зафрахтовал суда, которые взяли на борт около 450 тысяч человек, что составляло 42 % всей французской работорговли. Значительно обогащая некоторых судовладельцев, эта торговля дала средства для строительства зданий, которые до сих пор украшают город (театр, биржа, площади, особняки и т. д.). Нант останется последним французским портом, торгующим рабами, и закончится эта деятельность только в 1831 году.

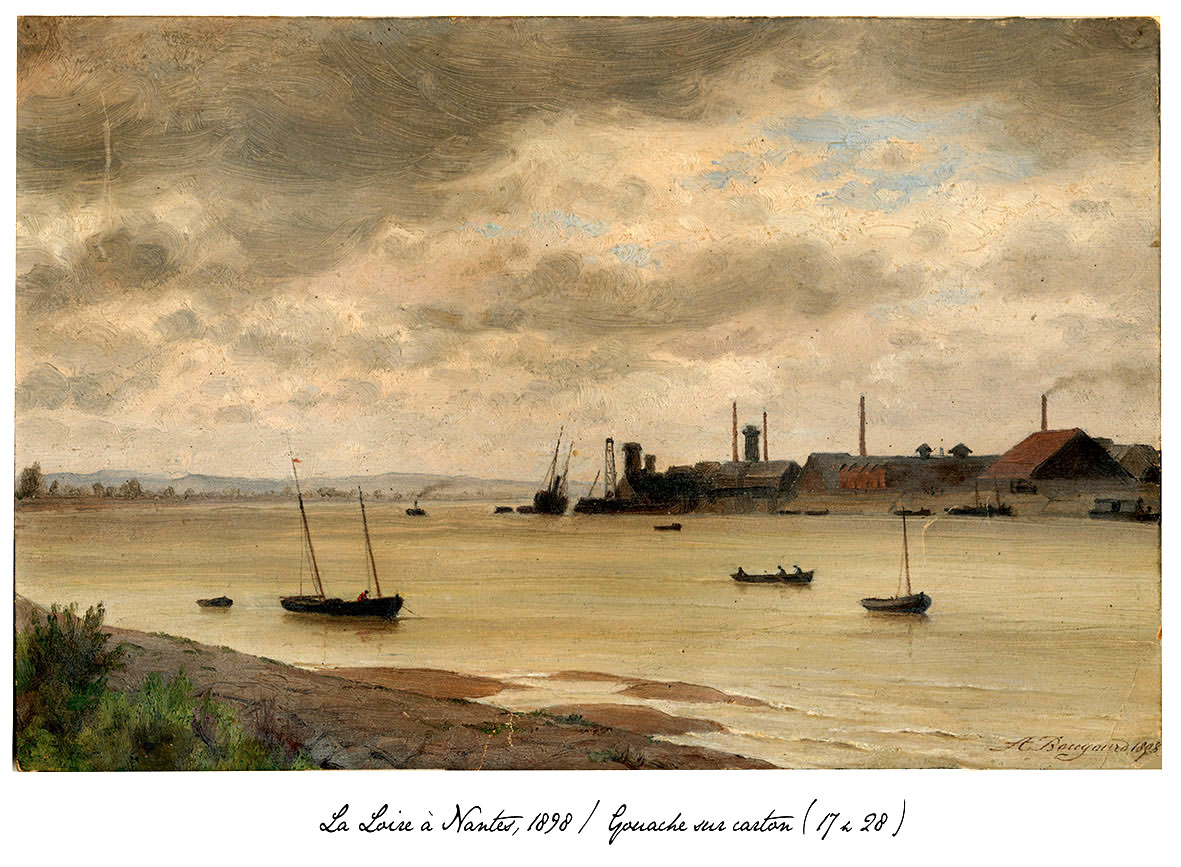
«Луара в Нанте». Огюст Бугур, 1898

Во время Великой Французской революции город, удерживаемый республиканцами, находится на передовой линии сопротивления Вандейскому восстанию, и его стойкость стала одним из залогов успеха республиканцев: Нант предоставил «синим» тыловую базу и лишил вандейцев порта, в котором можно было получить помощь от Англии. 29 июня 1793 года произошло сражение за Нант: город был атакован армией вандейцев в составе 30 000 человек. Около 12 000 республиканских солдат и нантских добровольцев оказали им героическое сопротивление и вынудили отступить. Во время этого сражения был тяжело ранен один из вождей восстания Жак Кателино. В 1796 году в Нанте был казнен еще один вождь роялистов — Франсуа Шаретт де ла Контри. Поддержка Революции не спасла жителей Нанта от Террора — в период с октября 1793 года по февраль 1794 года в Нанте были гильотинированы, расстреляны и утоплены в Луаре около 13 тысяч человек.
В XIX Нант продолжил развиваться как крупный промышленный центр. Он специализируется в пищевой промышленности (одним из символов города стало печение компании LU), производстве текстиля, сахара, фосфатных удобрений и вооружения. В 1879 году Нант стал первым французским городом, создавшим трамвайную сеть, работающую на сжатом воздухе, изобретение инженера Луи Мекарски. Электрифицированная в 1911 году, эта первая сеть будет работать до 1958 года.

### Новейшее время
В начале XX века Нант страдал от многочисленных наводнений. Были проведены работы на руслах Луары и Эрдра, позволившие снизить размеры паводков. Это совпало с экономическим спадом и закрытием большого числа заводов и фабрик.
Во время Второй мировой войны Нант оккупирован германской армией с 19 июня 1940 года. 20 октября 1941 года в центре города был убит комендант Карл Хоц. Возмездие последовало немедленно: 21 октября 1941 года нацисты расстреляли 50 заложников, в память о которых установлен памятник у здания префектуры. Город серьезно пострадал в 1943—1944 годах от бомбардировок союзников. Заслуги жителей Нанта в Движении Сопротивления были высоко оценены государством — Нант стал одним из пяти французских городов, удостоенных Ордена Освобождения.

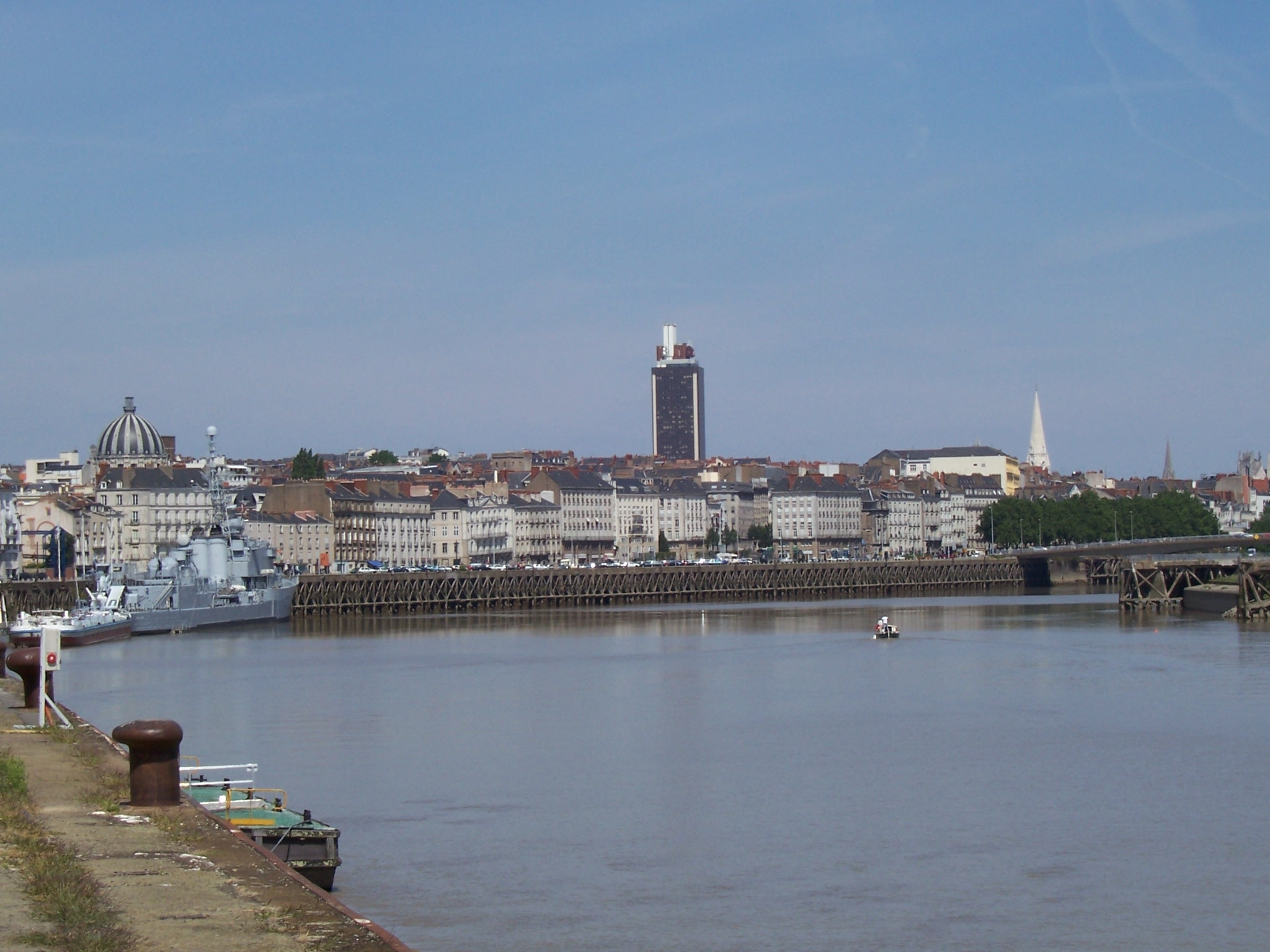
Набережная Луары с музеифицированным миноносцем Maillé-Brézé

Как и Гавр, в XX веке «западная Венеция» (традиционное название пересечённого многочисленными ручьями и речушками Нанта) была перестроена до неузнаваемости. Речные протоки были засыпаны и на их месте были проложены трассы, а пересекавшая весь город железная дорога стала подземной. В 1961 году открылся Нантский университет (прежний, основанный ещё в 1490 году, был закрыт в годы революции).
В 1985 году Нант стал первым французским городом, создавшим сеть скоростного трамвая. С 1990 по 1999 год Нант был самым быстрорастущим мегаполисом Франции. Он стал третьим финансовым центром Франции, после Парижа и Лиона. Вместе с аванпостом в устье Луары Сен-Назером Нант является пятым французским портом после Марселя, Гавра, Дюнкерка и Кале.
В ходе разделения Франции на регионы в 40-е годы XX века Нант и департамент Атлантическая Луара были включены в регион Пеи-де-ла-Луар. С конца 1960-х годов начало набирать силу движение, настаивающее на принадлежности Нанта к Бретани. В 2001 году городской совет признал историческую и культурную принадлежность Нанта к Бретани, не ставя при этом под сомнение существующие границы регионов. Проблема принадлежности Нанта сохраняется, обе стороны уверены в своей правоте, и периодически бретонские политики вновь поднимают этот вопрос.

## Достопримечательности

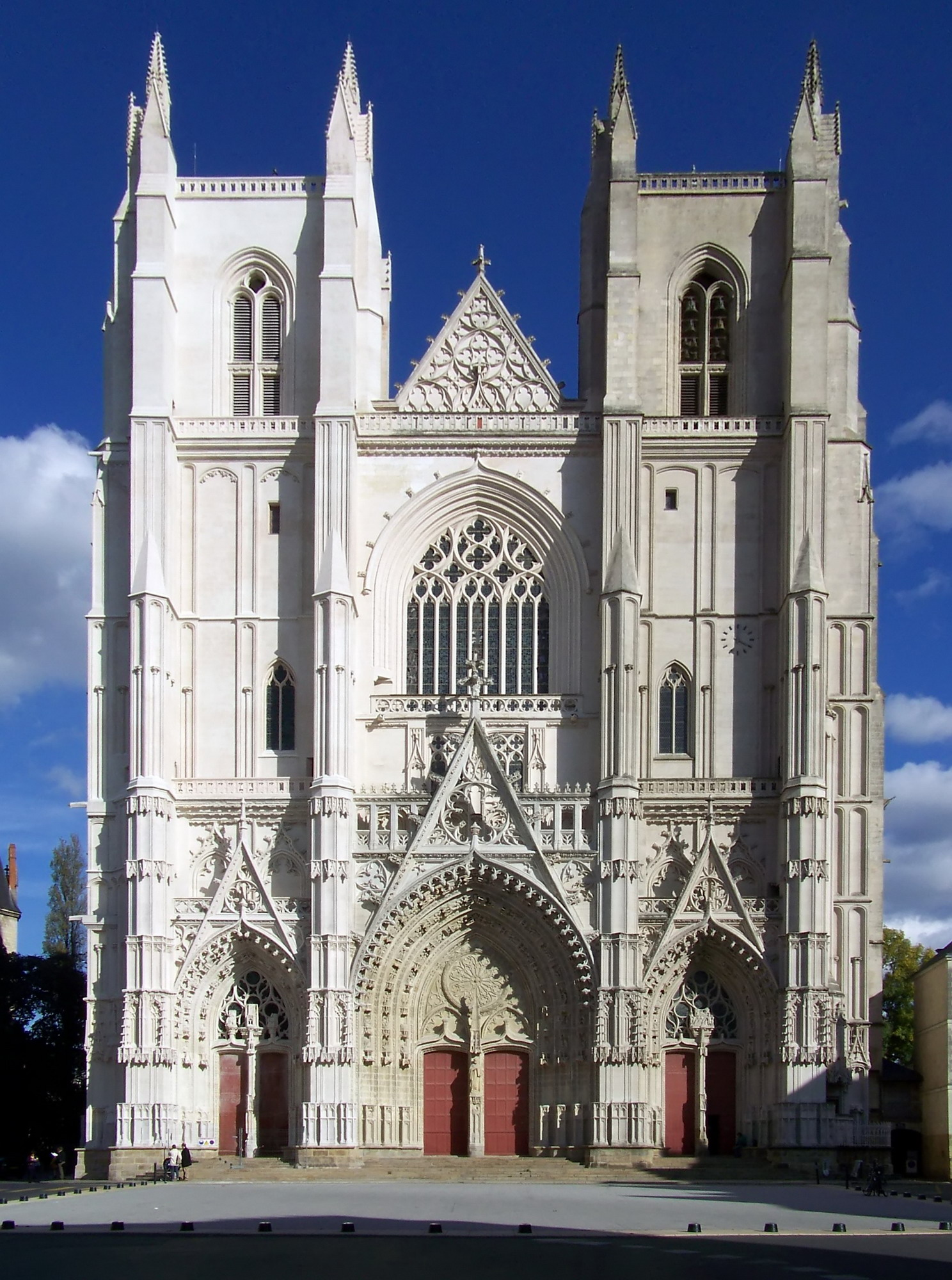
Кафедральный собор святых Петра и Павла

Богатое архитектурное наследие Нанта, в значительной степени созданное в XVIII—XIX веках, позволило наградить его званием города искусств и истории. В городе большое количество памятников и интересных мест, среди которых:
- Замок герцогов Бретонских XII века, открыт после реставрации в 2007 году
- Готический Кафедральный собор Святых Петра и Павла XV века
- Базилика Святого Николая 1844—1869 годов в стиле неоготика
- Церковь Нотр-Дам-де-Бон-Пор, или Святого Людовика, 1852—1858 годов
- Средневековый квартал Буффе с деревянными фахверковыми домами XV века
- Королевская площадь (Place Royale) c фонтаном, изображающим Луару и ее притоки
- Остров Фейдо — средневековая гавань Нанта
- Здание префектуры департамента Атлантическая Луара XVIII века, бывшее здание Счетной палаты Бретани
- Здание табачной мануфактуры 1861—1866 годов
- Торговая галерея «Пассаж Поммери» середины XIX века, сочетание неоклассики и эклектики
- Башня «Бретань» — 37-этажное офисное здание высотой 144 м, третье по высоте здание Франции за пределами Парижа
- Здание кондитерской компании LU, один из символов города
- Парк технических аттракционов Машины острова Нант
- Городской ботанический сад, японский сад на острове Иль де Версаль, парк Божуар

## Климат
| Показатель                    | Янв. | Фев.  | Март | Апр. | Май  | Июнь | Июль | Авг. | Сен. | Окт. | Нояб. | Дек.  | Год   |
| ----------------------------- | ---- | ----- | ---- | ---- | ---- | ---- | ---- | ---- | ---- | ---- | ----- | ----- | ----- |
| Абсолютный максимум, °C       | 17,6 | 21,4  | 23,2 | 27,5 | 32,0 | 36,8 | 40,3 | 37,4 | 34,3 | 27,0 | 21,1  | 18,4  | 40,3  |
| Средний суточный максимум, °C | 8,4  | 9,6   | 12,2 | 14,9 | 18,2 | 21,9 | 24,4 | 24,0 | 21,8 | 17,3 | 12,0  | 9,0   | 16,1  |
| Средняя температура, °C       | 5,4  | 6,2   | 8,1  | 10,4 | 13,6 | 16,9 | 19,1 | 18,7 | 16,8 | 13,1 | 8,6   | 6,0   | 11,9  |
| Средний суточный минимум, °C  | 2,4  | 2,8   | 4,0  | 5,9  | 9,0  | 11,9 | 13,9 | 13,5 | 11,8 | 8,9  | 5,1   | 3,0   | 7,7   |
| Абсолютный минимум, °C        | −13  | −15,6 | −7   | −2,6 | −0,9 | 3,8  | 6,1  | 5,6  | 2,8  | −3,3 | −6,8  | −10,2 | −15,6 |
| Норма осадков, мм             | 86,6 | 70,2  | 69,1 | 49,9 | 64,1 | 45,0 | 46,4 | 44,8 | 62,2 | 79,2 | 86,9  | 84,1  | 788,5 |
| Источник: Infoclimat          |      |       |      |      |      |      |      |      |      |      |       |       |       |

## Экономика и транспорт
Грузооборот Нантского порта (с аванпортом Сен-Назер) свыше 20 млн т в год. Металлургия, машиностроение, химическая, бумажная, нефтеперерабатывающая промышленность.
Основная транспортная система города — Нантский трамвай, крупнейшая трамвайная сеть во Франции и первый в Европе трамвай нового поколения (современная система открыта в 1985 г.; на 2008 г. — 3 линии, 90 станций). Имеется также автобус и речной транспорт по Луаре и Эрдру.
Структура занятости населения:
- сельское хозяйство — 0,2 %
- промышленность — 5,1 %
- строительство — 4,6 %
- торговля, транспорт и сфера услуг — 56,3 %
- государственные и муниципальные службы — 33,8 %

Уровень безработицы (2016 год) — 13,6 % (Франция в целом — 14,1 %, департамент Атлантическая Луара — 11,9 %). 

Среднегодовой доход на 1 человека, евро (2016 год) — 21 860 (Франция в целом — 20 809, департамент Атлантическая Луара — 21 548).

## Демография
Динамика численности населения, чел.

## Администрация
Пост мэра Нанта с 2014 года занимает член Социалистической партии Жоанна Роллан (Johanna Rolland). На муниципальных выборах 2020 года возглавляемый ею левый блок одержал победу во 2-м туре, получив 59,67 % голосов.
| Период | Период | Фамилия       | Партия                             | Примечания                                                                                |
| ------ | ------ | ------------- | ---------------------------------- | ----------------------------------------------------------------------------------------- |
| 1965   | 1977   | Андре Морис   | Центр республиканцев               | сенатор                                                                                   |
| 1977   | 1983   | Ален Шенар    | Социалистическая партия            | инженер, депутат Национального собрания Франции                                           |
| 1983   | 1989   | Мишель Шоти   | Объединение в поддержку Республики | торговый представитель, сенатор                                                           |
| 1989   | 2012   | Жан-Марк Эро  | Социалистическая партия            | профессор, депутат Национального собрания Франции в 2012—2014 гг. премьер-министр Франции |
| 2012   | 2014   | Патрик Римбер | Социалистическая партия            | профессор экономики                                                                       |
| 2014   |        | Жоанна Роллан | Социалистическая партия            | президент метрополии Нант                                                                 |

## Образование
Нант — важный образовательный центр, в 2013 году он был признан Европейской комиссией «Зелёной столицей Европы», в 2014 получил звание одной из девяти технологических столиц страны от министерства промышленности. В 2012 году Нант был назван одним из глобальных городов исследовательского центра университета Лафборо — Globalization and World Cities Research Network, среди других трёх французских: Парижа, Лиона и Марселя.
- Нантский университет
- Нантская школа менеджмента
- Центральная школа Нанта

## Культурная жизнь

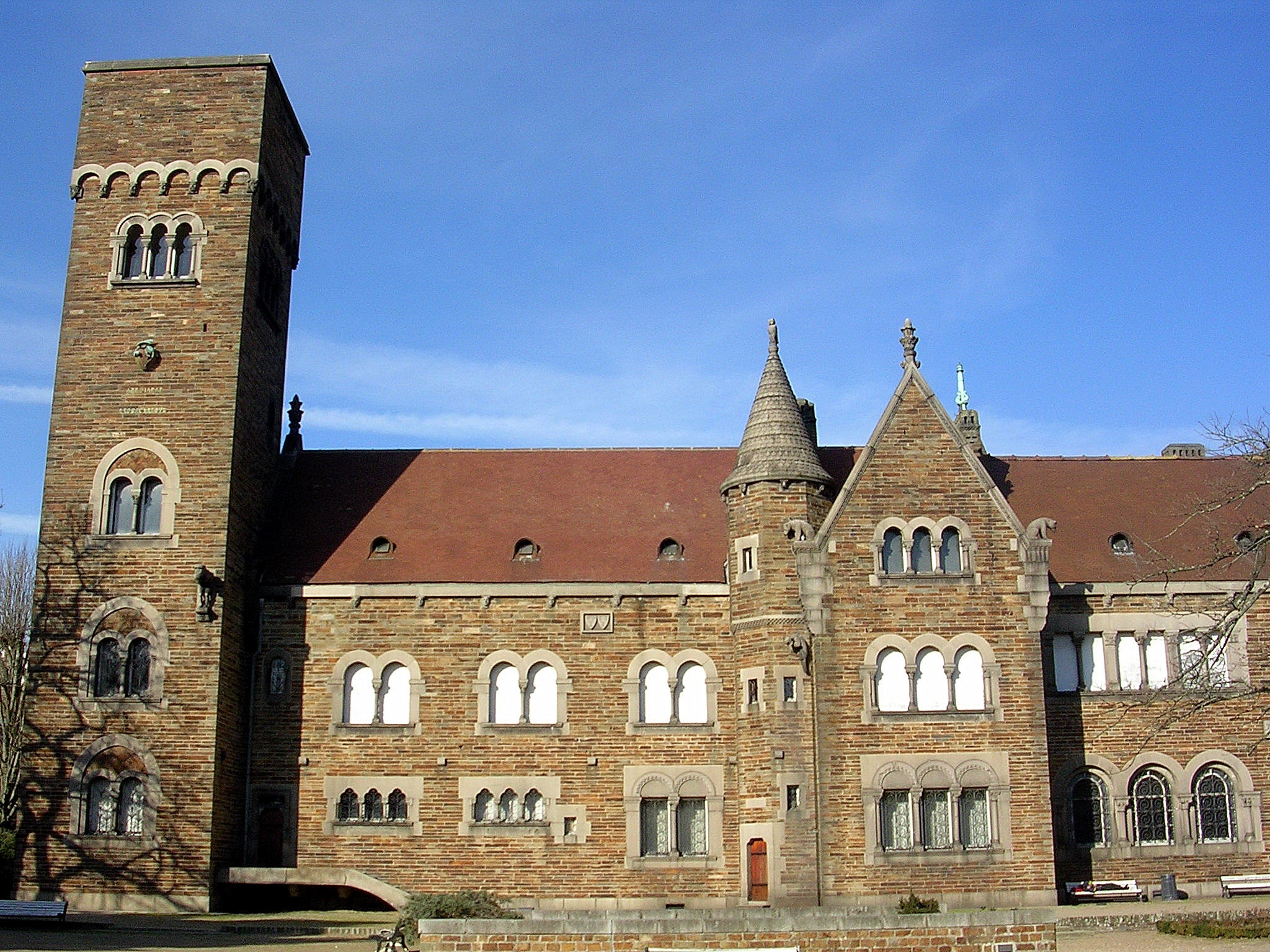
Музей Добре

В Нанте находятся несколько музеев, посвященных разным областям:
- Исторический музей в замке герцогов Бретонских
- Музей изящных искусств с довольно примечательной коллекцией изобразительного искусства XVI—XX веков
- Музей Добре, объединивший коллекцию предметов старины и искусства с городским археологическим музеем; в музее хранится ларец с национальной реликвией — сердцем Анны Бретонской
- Музей Жюля Верна, уроженца Нанта, посвященный жизни и творчеству писателя
- Музей естественной истории с коллекциями общей зоологии, региональной фауны и минералогии
- Планетарий

В городе также имеется Дворец конгрессов, выставочный центр Божуар, оперный театр Грален, джазовый клуб Панноника, театр Циклоп, муниципальная библиотека. С 1989 года в Нанте базируется уличный театр Royal de lux, с 1979 года проводится Кинофестиваль трёх континентов.
В Нанте живёт и ведёт творческую деятельность французский писатель Мартен Паж.

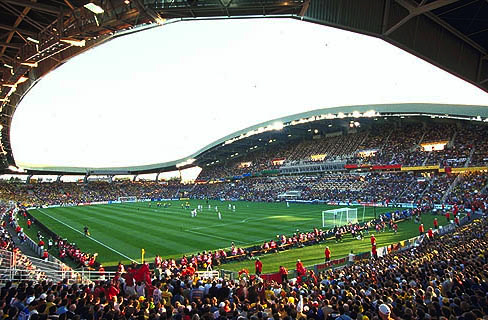
Стадион Божуар-Луи Фонтено — домашняя арена футбольного клуба «Нант»

## Спорт
Нант представлен в высших дивизионах спортивных лиг Франции шестью профессиональными клубами, из которых наиболее известен футбольный клуб «Нант», один из символов города, шестикратный чемпион Франции; за «канареек», как называют футболистов «Нанта» за их ярко-желтую форму, выступали такие звёзды, как Анри Мишель и Дидье Дешам, Марсель Десайи и Клод Макелеле. Также в Нанте есть хоккейная, мужская и женская волейбольные, женские гандбольная и баскетбольная профессиональные команды.
В городе проводились матчи чемпионата Европы по футболу 1984 года, чемпионата мира по футболу 1998 года, чемпионата мира по мужскому гандболу 2001 года, чемпионата мира по женскому гандболу 2007 года, чемпионата мира по регби 2007 года и других крупных международных турниров. Нант несколько раз принимал этапы знаменитой велогонки «Тур де Франс».

## Города-побратимы
- Кардифф, Великобритания (1964)
- Саарбрюккен, Германия (1965)
- Тбилиси, Грузия (1979)
- Сиэтл, США (1980)
- Джэксонвилл, США (1985)
- Циндао, Китай (2005)
- Ниигата, Япония (2009)
- Сунчхон, Республика Корея
- Клуж-Напока, Румыния
- Дурбан, ЮАР

## Галерея

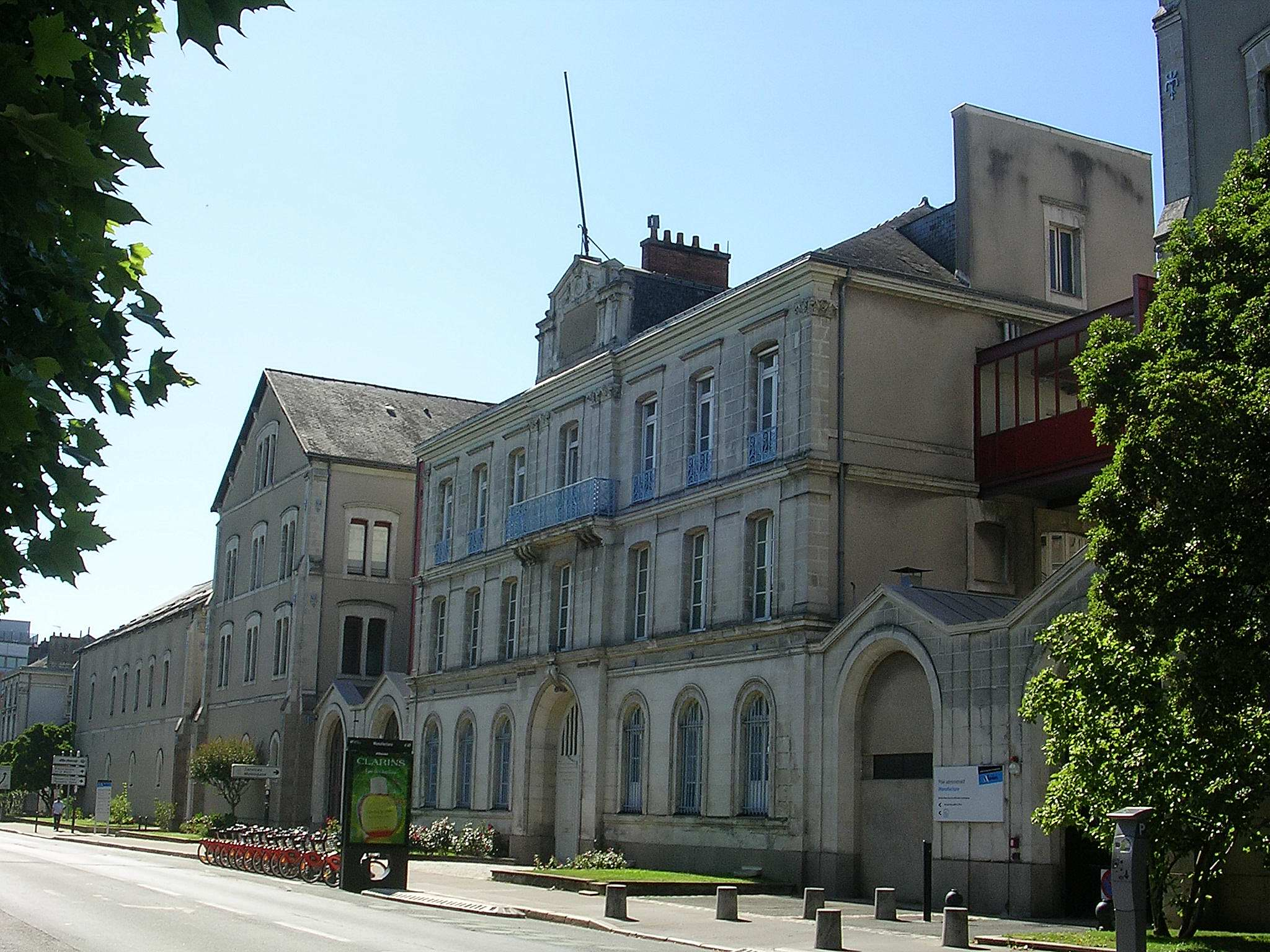
Старинная табачная мануфактура
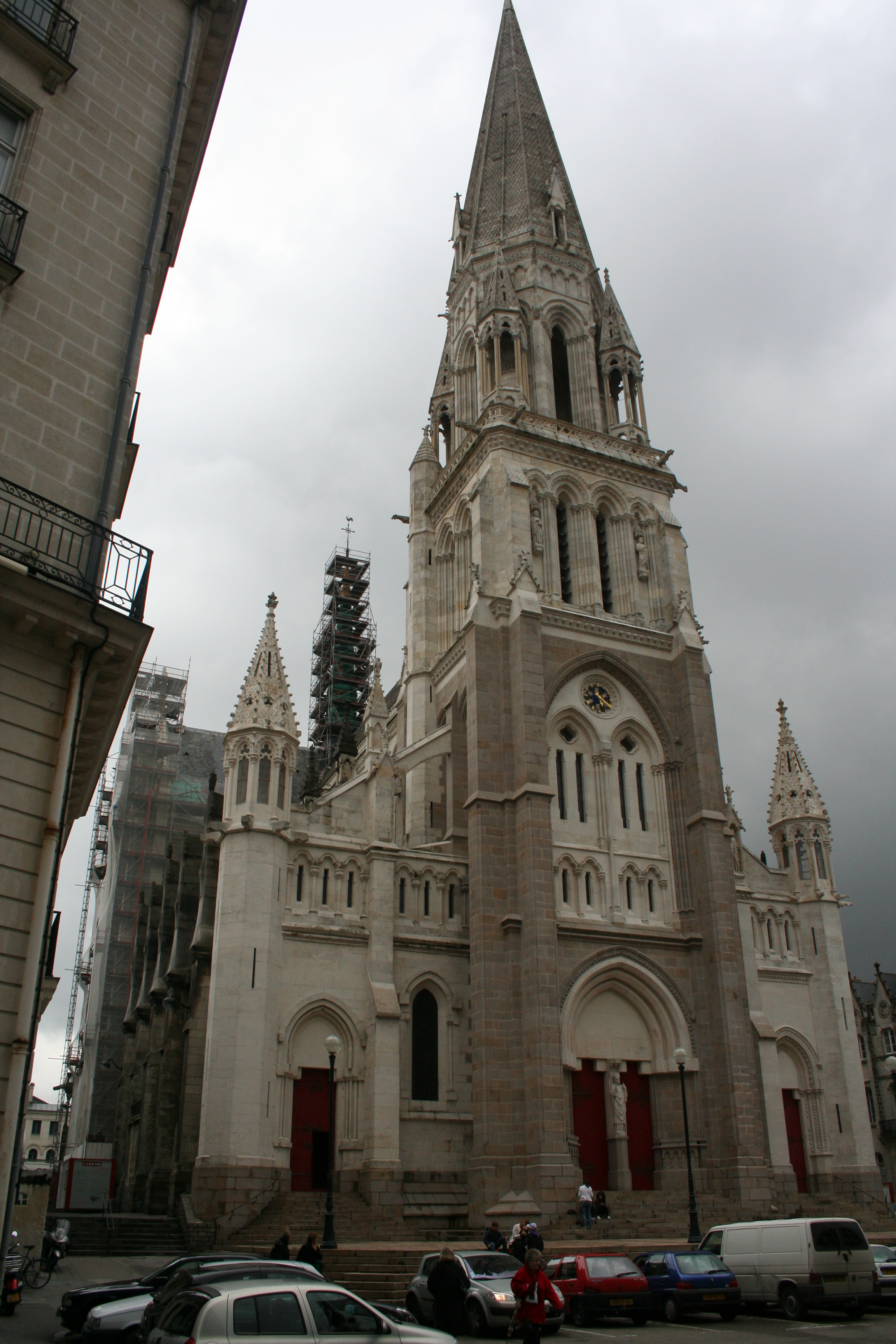
Базилика Святого Николая
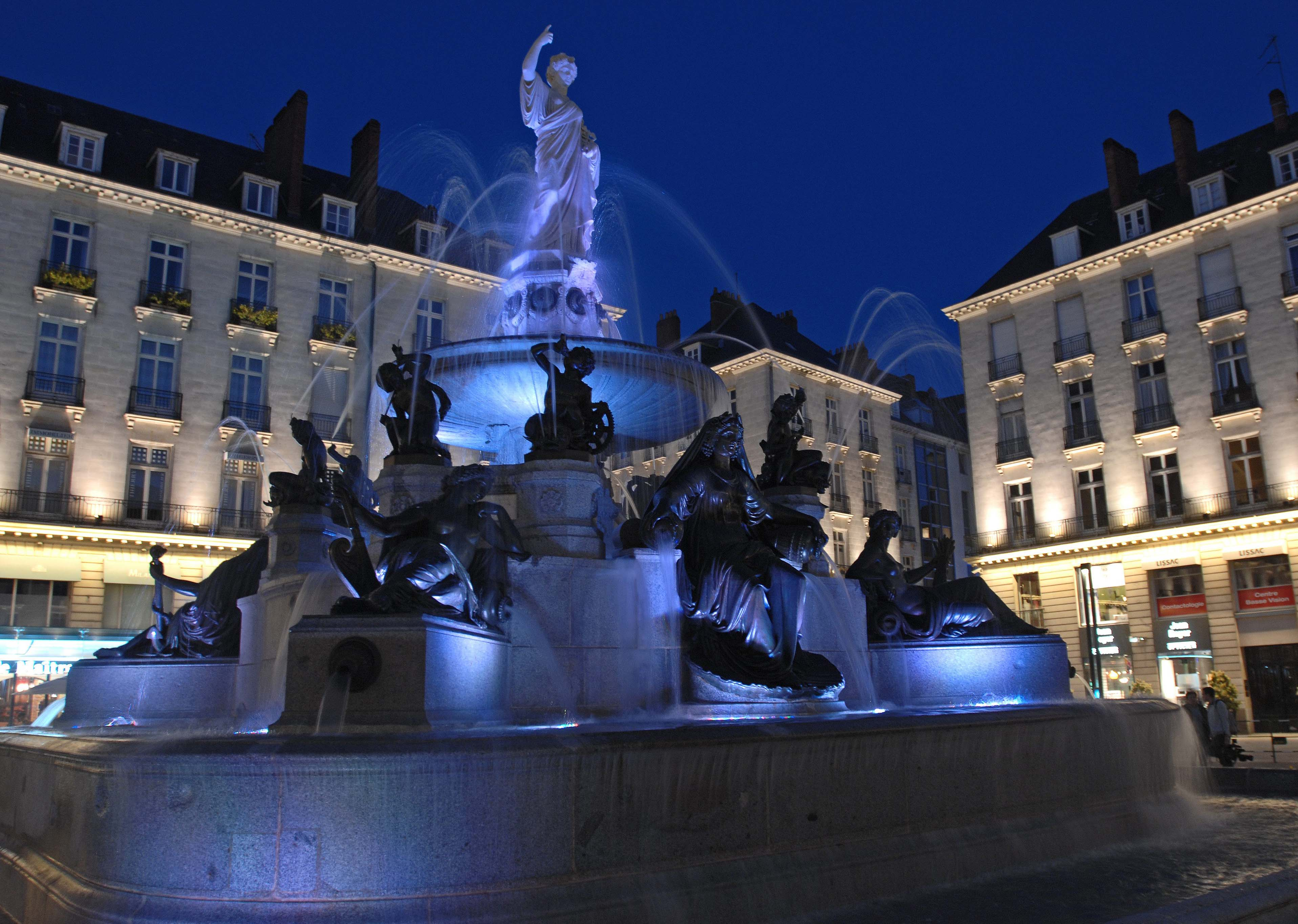
Фонтан на Королевской площади
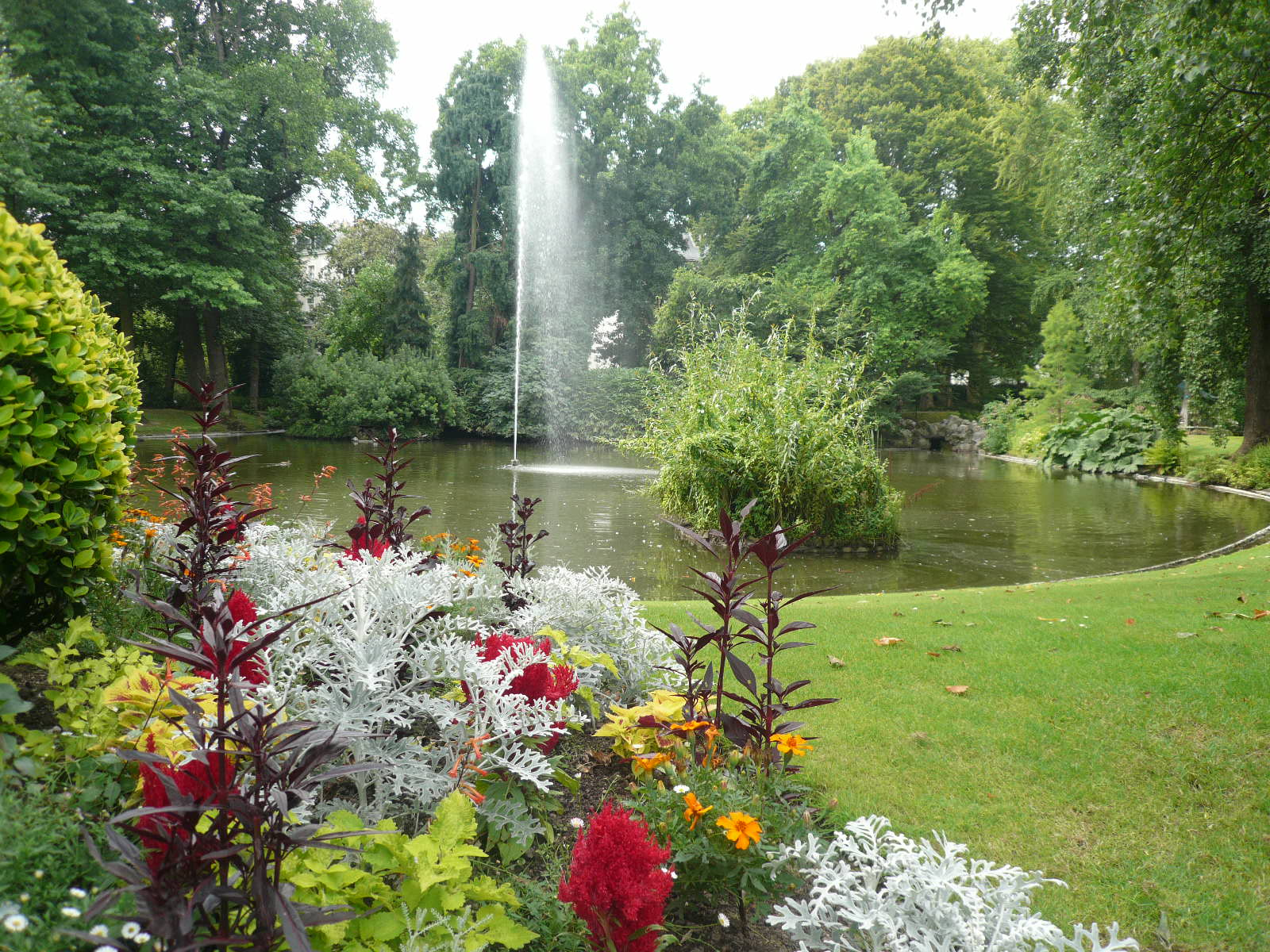
Ботанический сад
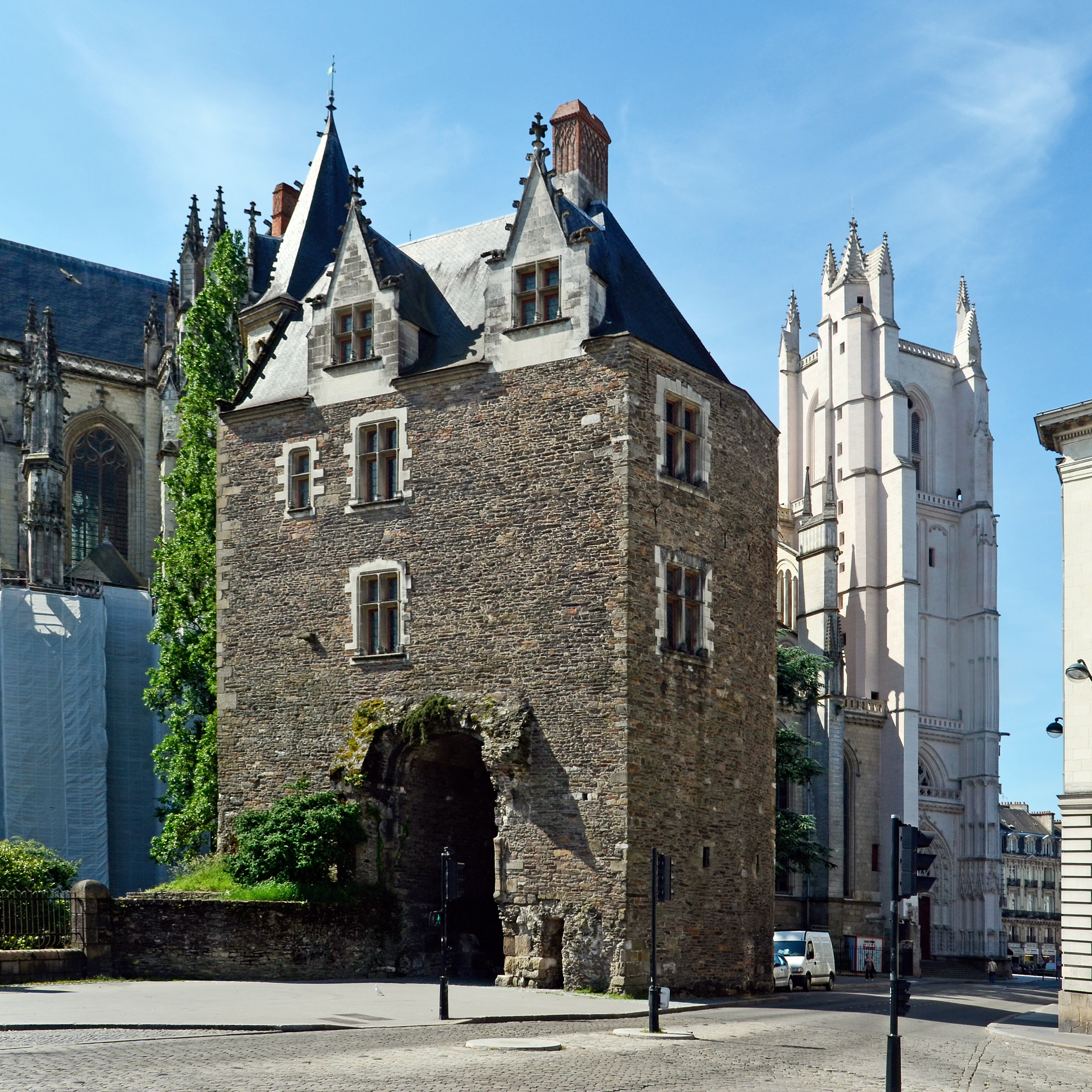
Средневековые ворота Сен-Пьер
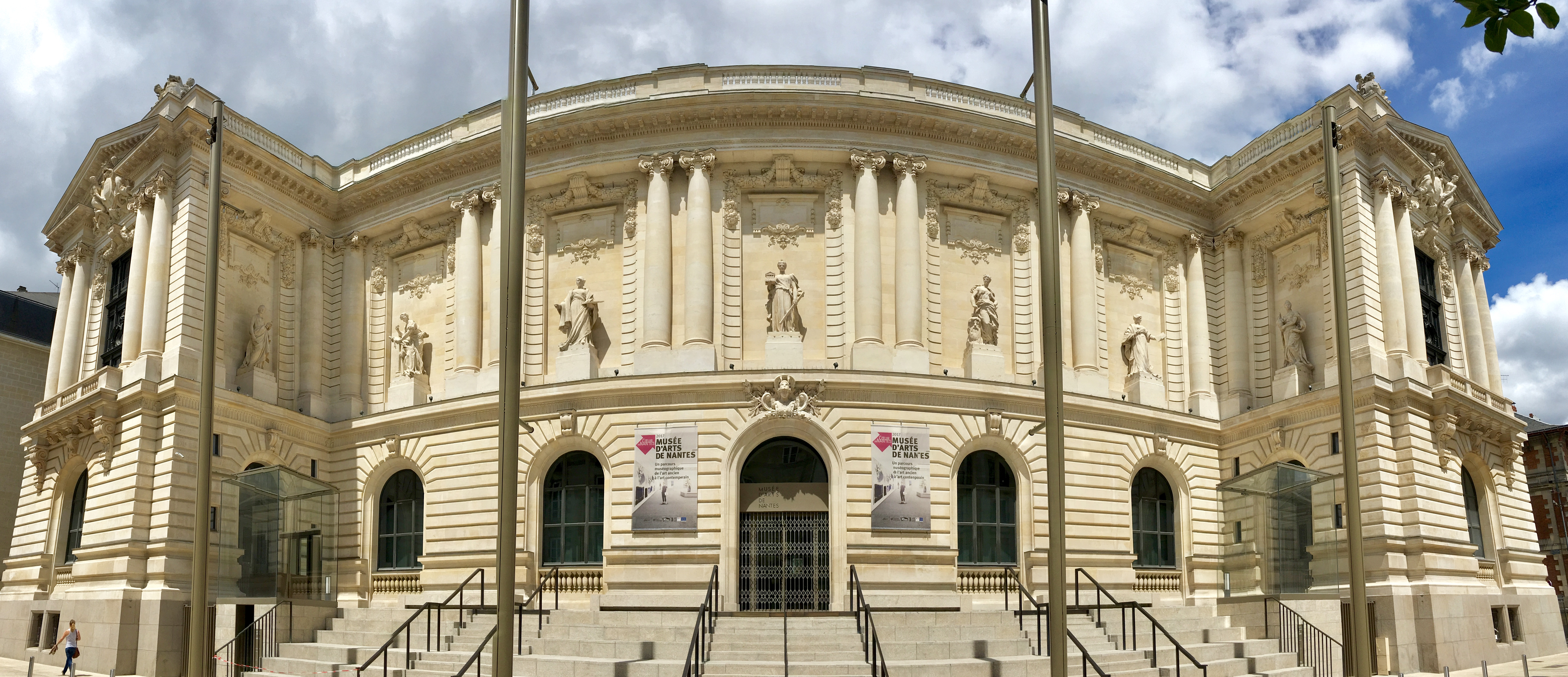
Музей изящных искусств
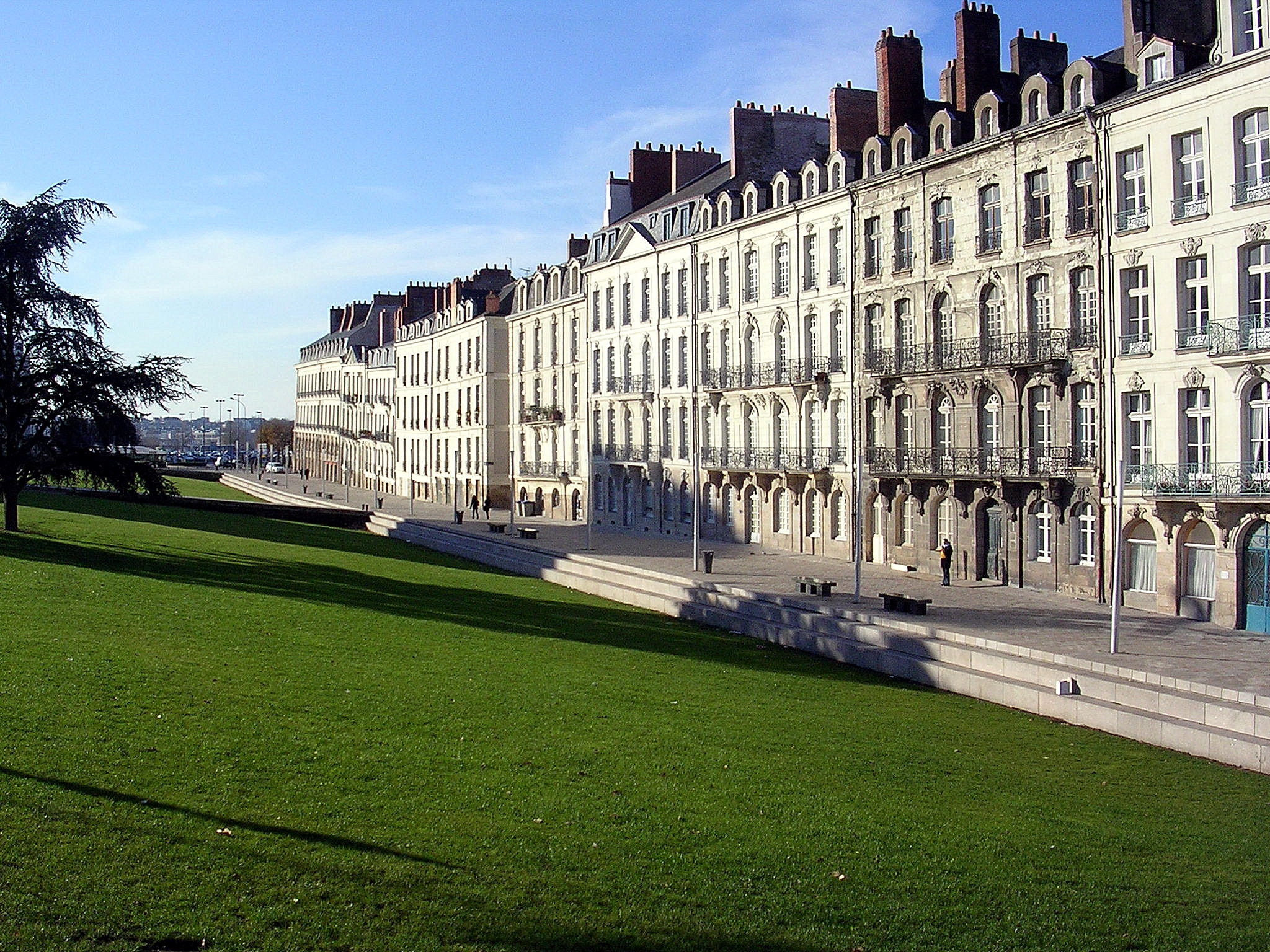
Купеческие особняки XVIII века на острове Фейдо, где родился Жюль Верн
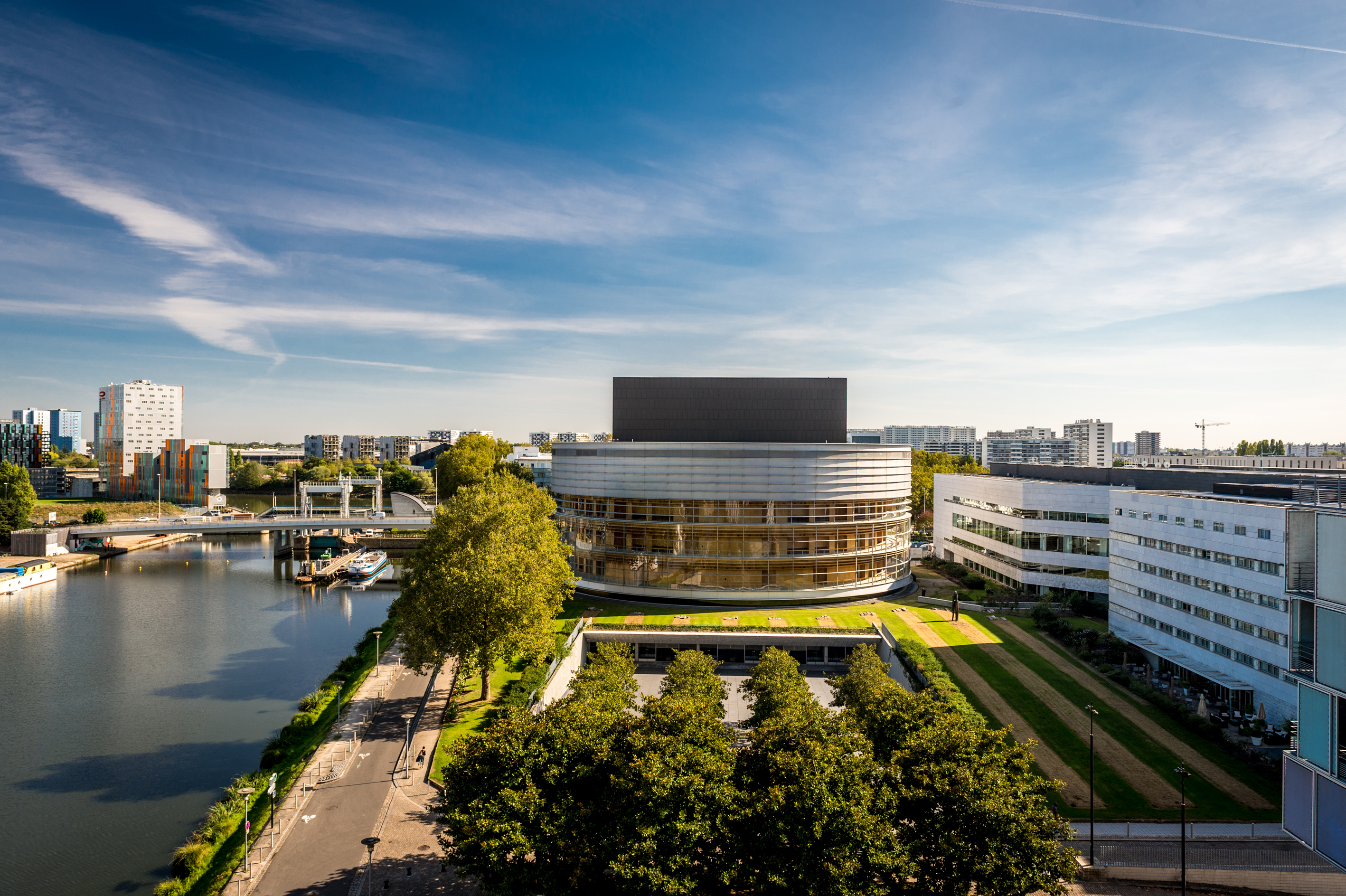
Дворец конгрессов